# 홈프론트: 더 레볼루션
홈프론트: 더 레볼루션(Homefront: The Revolution, "향토전선")은 댐버스터 스튜디오에서 개발하고 THQ에서 유통되는 1인칭 슈팅 게임이다.

## 연표
- 1972년: 북한 금천의 전태세의 집
- 2004년: 북한 평양에서 APEX 키노트 공개
- 2016년: 사우디아라비아 리야드 외곽, 미군 기지
- 2025년 6월 27일: 미국 뉴욕 타임스 스퀘어
- 2025년 7월 4일: 미국 뉴욕 항구 독립 기념일 해군 퍼레이드
- 2025년 7월 19일: 미국 샌프란시스코 샌프란시스코 국제공항
- 2027년: 미국 펜실베니아 센트럴 필라델피아

## 평가
| 통합 점수      | 통합 점수                           |
| 통합사         | 점수                                |
| -------------- | ----------------------------------- |
| 메타크리틱     | PC: 54/100 PS4: 48/100 XONE: 49/100 |
| 평론 점수      |                                     |
| 평론사         | 점수                                |
| EGM            | 4/10                                |
| 게임 인포머    | 4/10                                |
| 게임 레볼루션  | [ 6 ]                               |
| 게임스팟       | 5/10                                |
| IGN            | 5/10                                |
| 폴리곤         | 6/10                                |
| VideoGamer.com | 6/10                                |

| 위키데이터에서 편집하기 |
| ----------------------- |